# Vitningen (vid Trunsö, Nagu)
Vitningen är en ö nära Skäriråsen i Nagu,  Finland. Den ligger i Skärgårdshavet eller Norra Östersjön i Pargas stad i den ekonomiska regionen  Åboland i landskapet Egentliga Finland, i den sydvästra delen av landet. Ön ligger omkring 2 kilometer söder om Skäriråsen, 45 kilometer söder om Nagu kyrka, 77 kilometer söder om Åbo och omkring 180 kilometer väster om Helsingfors. Närmaste allmänna förbindelse är förbindelsebryggan vid Trunsö som trafikeras av M/S Nordep. Vitningen ligger 3 meter över havet.
Öns area är 0,8 hektar och dess största längd är 170 meter i öst-västlig riktning. Det finns inga samhällen i närheten.